# Choi Kyung-ah
Pour les articles homonymes, voir Choi.
Dans ce nom coréen, le nom de famille, Choi, précède le nom personnel.
최경아
Œuvres principales
Première œuvre : Snow Drop
Choi Kyung-ah (en coréen : 최경아) est une manhwaga née le 20 septembre 1969 en Corée du Sud. Elle est spécialisée dans l'écriture de manhwas de type sunjeong destinés aux jeunes filles.